# Kathedrale basiliek Maria Koningin der Wereld
De kathedrale basiliek Maria, Koningin der Wereld (Frans: Basilique-cathédrale Marie-Reine-du-Monde) is een rooms-katholieke basiliek in de Canadese stad Montréal, alsook de kathedraal van het aartsbisdom Montréal. De kathedraal bevindt zich aan de Boulevard René-Lévesque, tussen Place du Canada en het centraal station en in de buurt van de Square Dorchester. Het kerkgebouw werd tussen de jaren 1875 en 1894 in de stijl van de neorenaissance gebouwd en is een verkleinde versie van de Sint-Pieter te Rome. Sinds 1999 is het gebouw erkend als een monument van nationaal-historisch belang.

## Geschiedenis

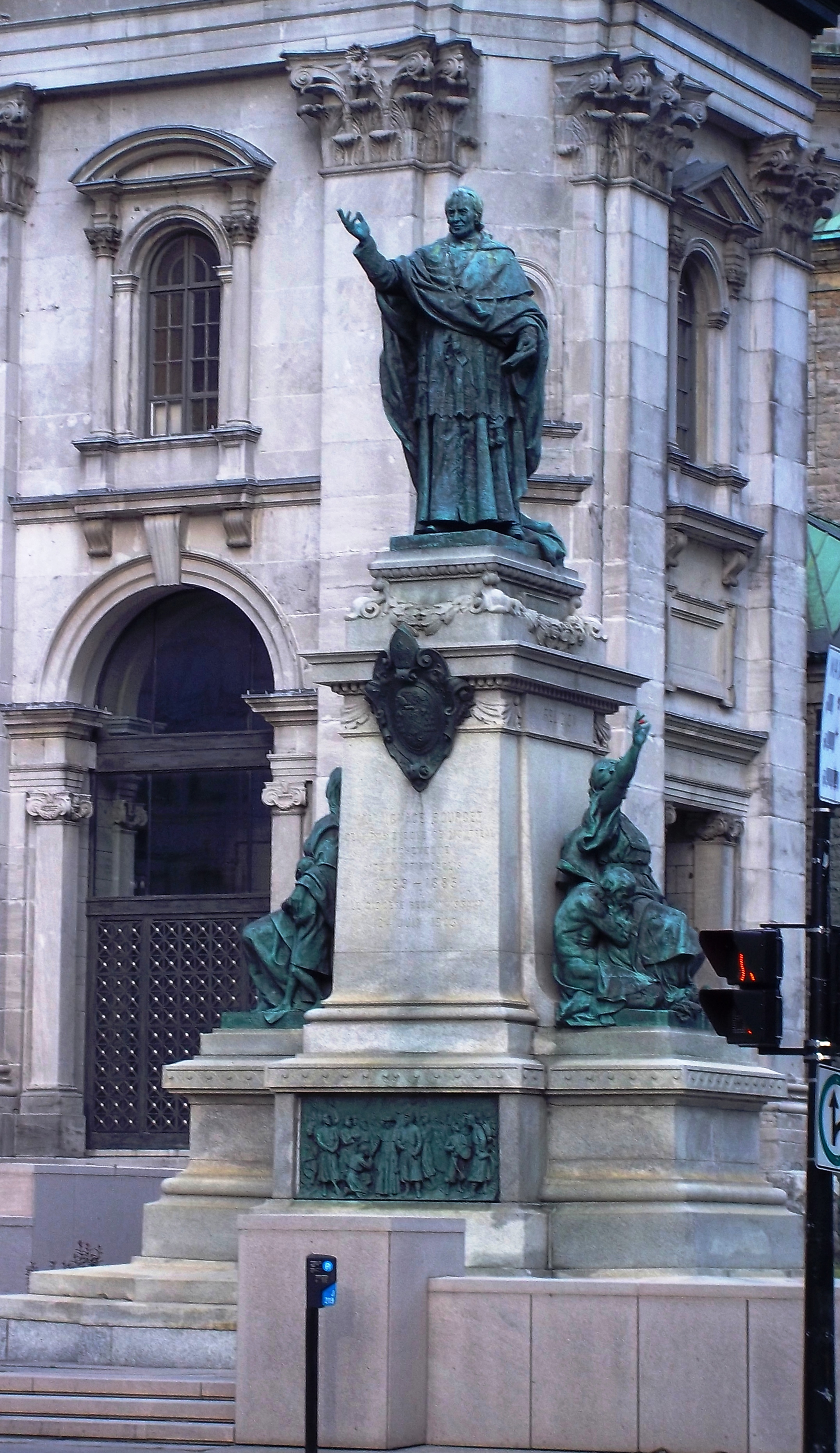
Monument Ignace Bourget

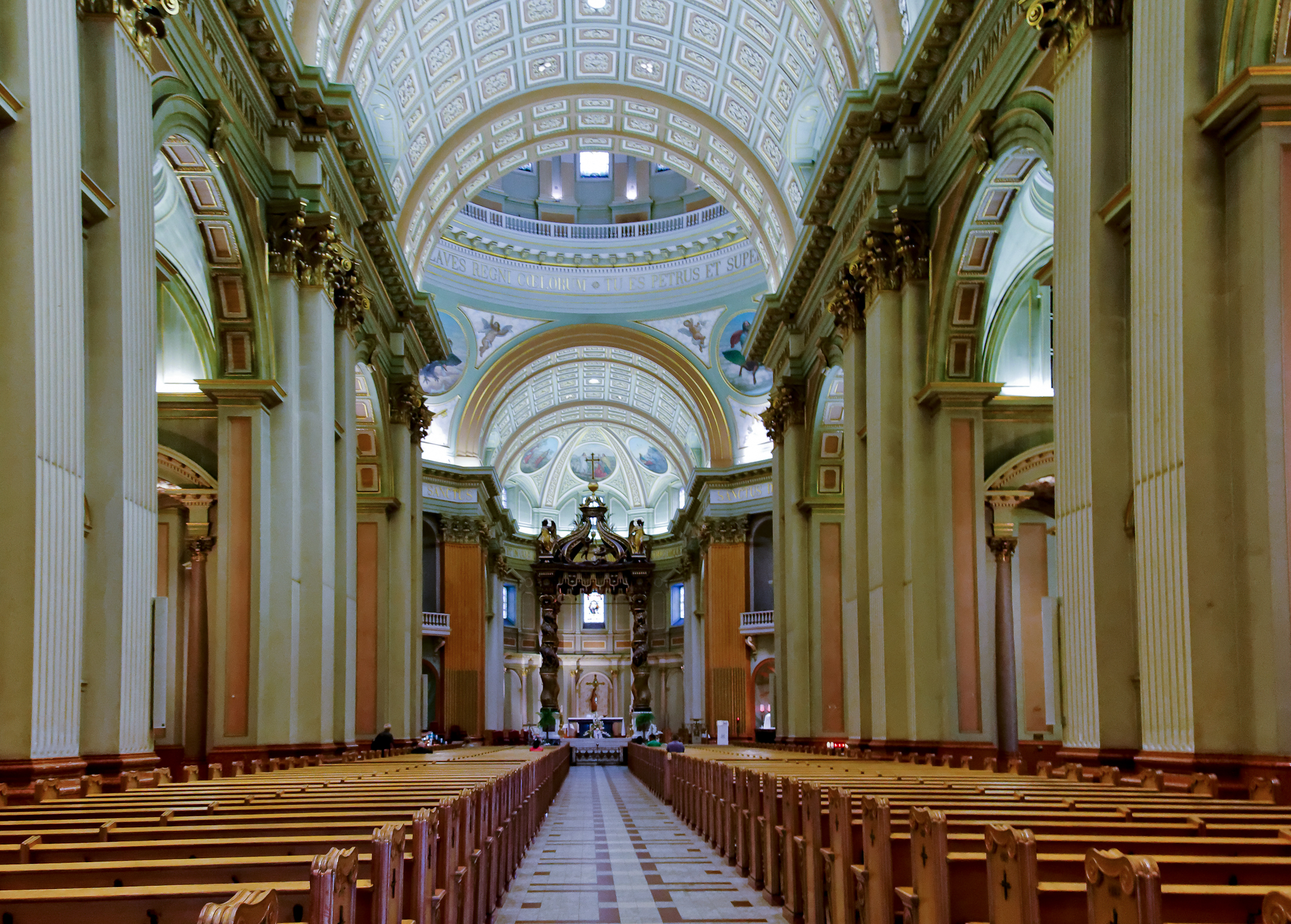
Overzicht interieur

Op 8 juli 1852 werd de Sint-Jacobuskathedraal van Montréal samen met 1200 andere gebouwen door een grote stadsbrand verwoest. Bisschop Ignace Bourget gaf daarop het startsein tot de bouw van een nieuwe kathedraal. Hij wilde expliciet een op de Romeinse Sint-Pieter gelijkende kathedraal. De nieuwe kerk moest enerzijds het groeiende belang van het ultramontanisme onderstrepen en anderzijds zowel de Anglicaanse Kerk als de Sulpicianen uitdagen, die voor hun kerken de voorkeur gaven aan de neogotische bouwstijl. Omstreden was eveneens de beoogde bouwplaats in het destijds voornamelijk Engelstalige westelijke deel van de stad, op enige afstand van de woonwijken van de Franstalige inwoners.
In 1857 reisde de architect Victor Bourgeau in opdracht van de bisschop naar Rome om daar de Sint-Pieter te bestuderen. Bourgeau leverde de opdracht echter ten slotte in, omdat hij van mening was dat de Sint-Pieter niet op een kleinere schaal kon worden nagebouwd en de strenge winters de bouwwerkzaamheden zouden hinderen. Bisschop Bourget ondernam daarop in 1868 nog een poging en stuurde nu kapelaan Joseph Michaud naar Rome om er een ontwerp en een bouwmodel te laten maken. De missie van Michaud moest in het geheim plaatsvinden, omdat de Kerkelijke Staat in die tijd werd bedreigd door de troepen van de Italiaanse koning Victor Emmanuel II en Giuseppe Garibaldi, die bezig waren om Italië te verenigen, en Rome als hoofdstad wilden innemen. Bisschop Bourget antwoordde op deze gebeurtenissen door het sturen van 507 Canadese vrijwilligers om de Pauselijke Zoeaven in Italië te versterken. De namen van deze vrijwilligers zijn in gouden letters gegraveerd op de marmeren plaquettes van de kathedraal. Een schilderij met kolonel Althanase de Charette, de commandant van de Pauselijke Zoeaven, gemaakt in 1885 door Lionel Royer, herinnert eveneens aan deze strijd.
De bouwwerkzaamheden aan de kerk begonnen in 1870 onder leiding van Victor Bourgeau, maar moesten van 1878 tot 1885 wegens geldgebrek worden opgeschort. Bourgeau stief in 1888, waarna Michaud de bouwleiding overnam. Op 25 maart 1894 kon de kathedraal ten slotte worden ingewijd. De kerkpatroon bleef, zoals bij de afgebrande kathedraal, vooralsnog Jacobus de Meerdere. Tot 1900 werd er nog gewerkt aan de beelden.
Paus Benedictus XV verleende de kathedraal in 1919 de status van basilica minor. Op aansporing van kardinaal Paul-Émile Léger gaf paus Pius XII in 1955 de kathedraal de naam Maria, Koningin der Wereld.
In 2000 kwam de kathedraal in het nieuws door een daad van vandalisme door een activistische groep feministen die voor het gebouw kruisen verbrandden en voorwerpen en posters het gebouw inwierpen. Het bisdom diende geen aanklacht tegen leden van de groep in.

## Architectuur
De kathedraal is 101,5 meter lang, 45,7 meter breed en 76,8 meter hoog; de diameter van de koepel is 22,9 meter. Daarmee zijn de afmetingen van de kathedraal iets meer dan de helft van de grootte van de Sint-Pieter. De gevels zijn opgetrokken van grijze kalksteen en de voorgevel wordt bekroond met de 13 heiligenbeelden van Joseph-Olindo Gratton. De met koper beklede koepel rust op een houten draagconstructie.
Rechts voor de hoofdingang van de kathedraal staat een bronzen beeld, dat aartsbisschop Ignace Bourget voorstelt. Het betreft een kunstwerk van de beeldhouwer Louis-Philippe Hébert en werd in 1903 onthuld.
De binnenzijde van de koepel is met medaillons versierd. Ze beelden de vier evangelisten en hun symbolen uit en de wapens van de aartsbisschoppen Ignace Bourget en Édouard-Charles Fabre en paus Leo XIII. Onder de koepel bevindt zich het hoogaltaar onder een baldakijn naar het voorbeeld van het werk van Gian Lorenzo Bernini. Het bouwwerk werd in Rome met de hand gemaakt en betrof een geschenk van de sulpicianen.
Decoratieve panelen sieren de muren van het kerkschip en het dwarsschip met voorstellingen van de eerste mis in Montréal en heroïsche gebeurtenissen tijdens de bekering van de inheemse bevolking. In de in 1933 voltooide grafkapel (links van het kerkschip) werden de bisschoppen en aartsbisschop van Montréal bijgezet. In 2005 werd een nieuwe grafkapel toegevoegd.

## Orgel
Het grote orgel gaat terug op een instrument van de orgelbouwer Casavant Frères Ltée dat in 1893 werd gebouwd. Het orgel bezat oorspronkelijk 50 registers verdeeld over drie manualen en pedaal. In 1951 werd het orgel vergroot tot 76 registers. In 1996 werd het instrument door de orgelbouwer Guilbault-Thérien (Saint-Hyacinthe) gerestaureerd. Tegenwoordig bezit het instrument 93 registers op vier manualen en pedaal.

## Afbeeldingen

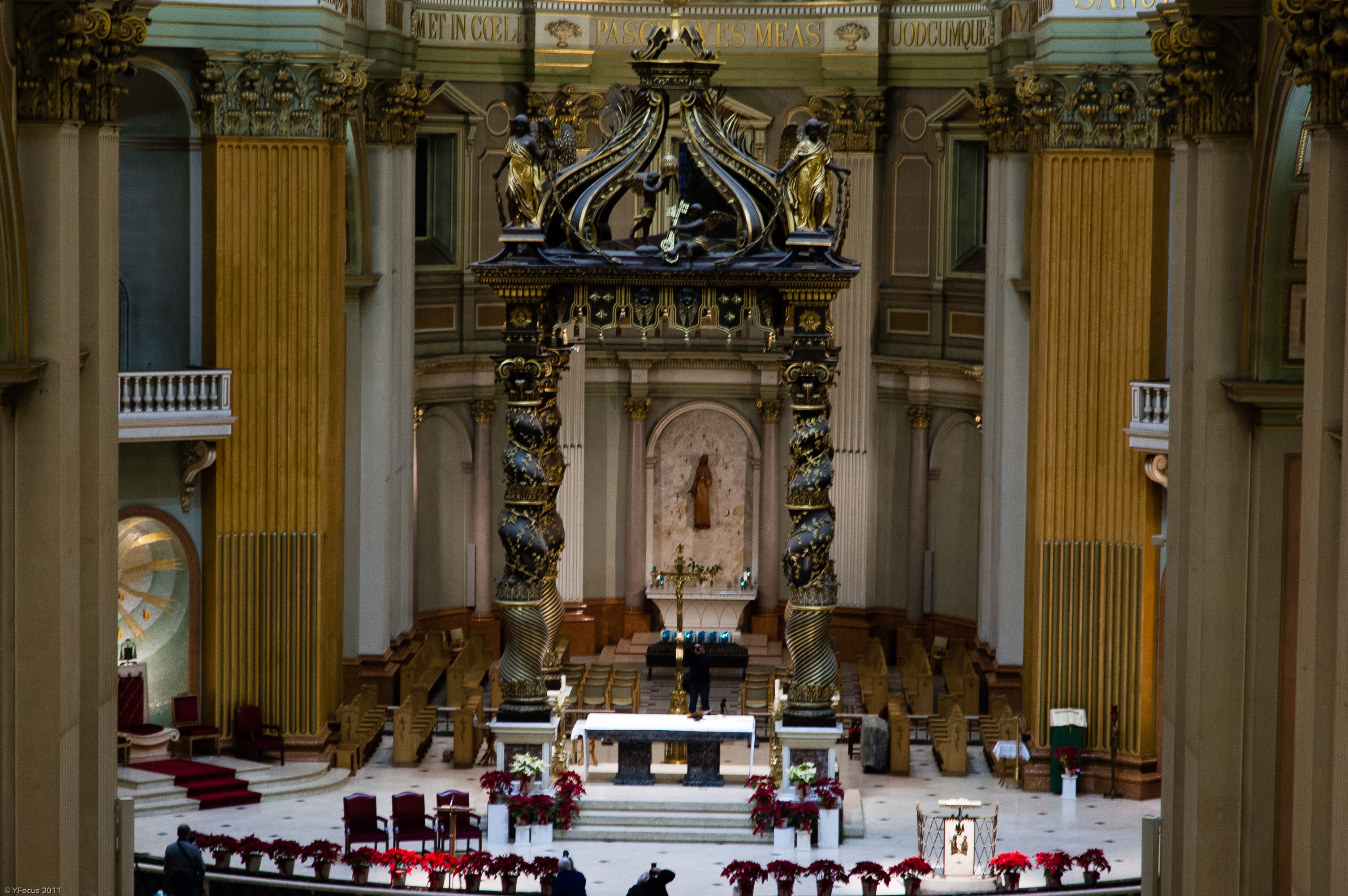
Hoogaltaar
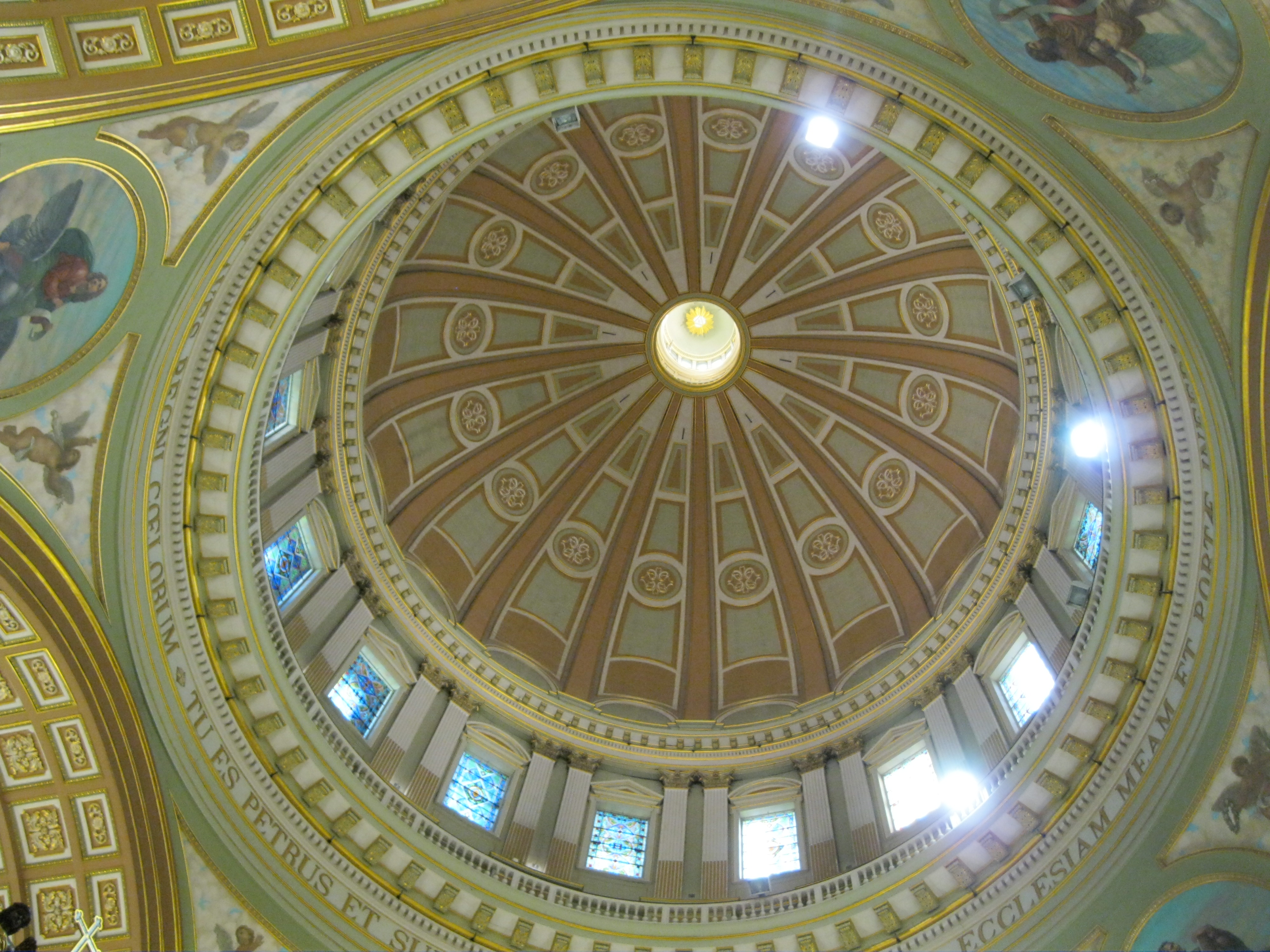
Koepel
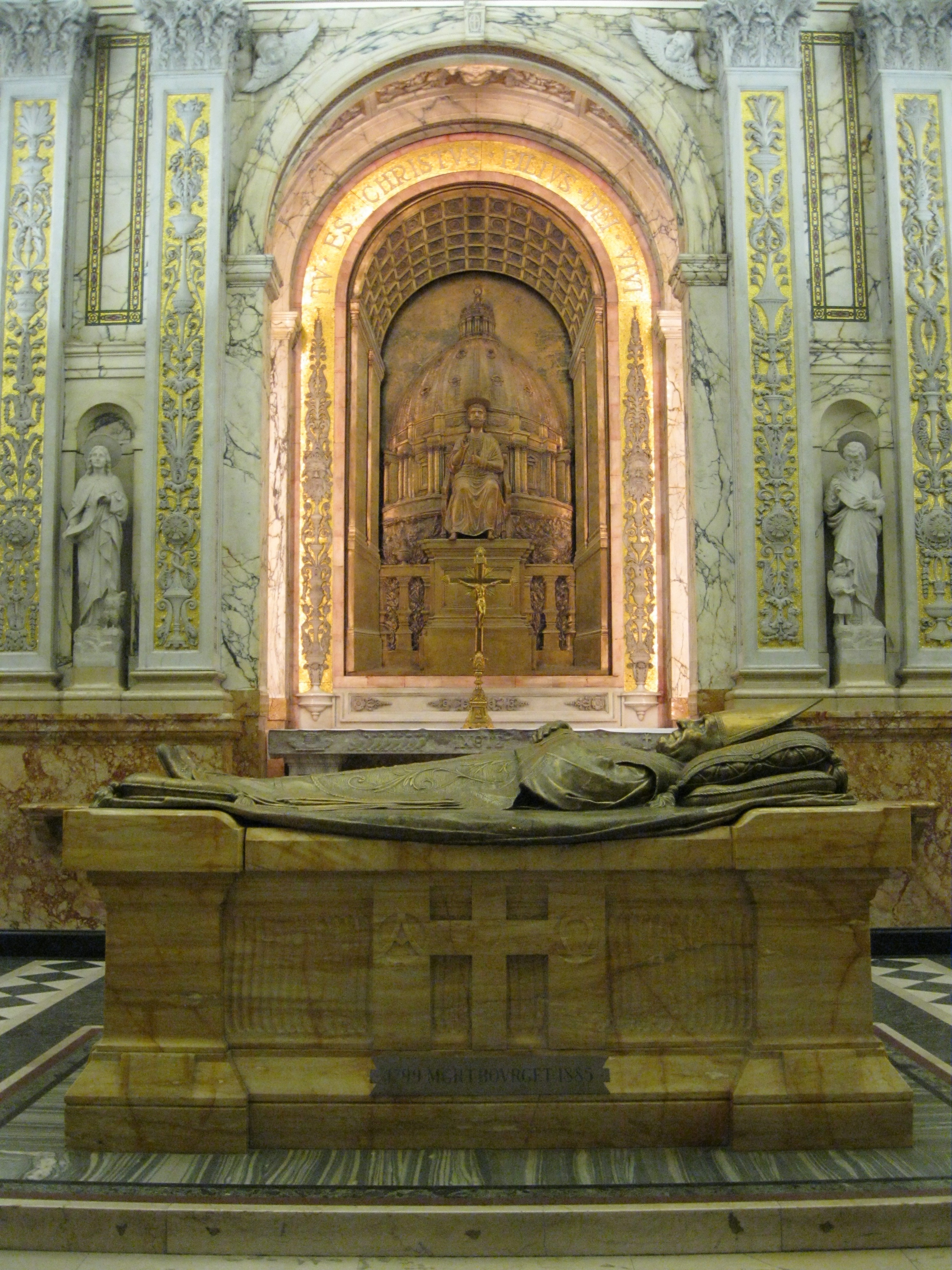
Grafmonument mgr. Bourget
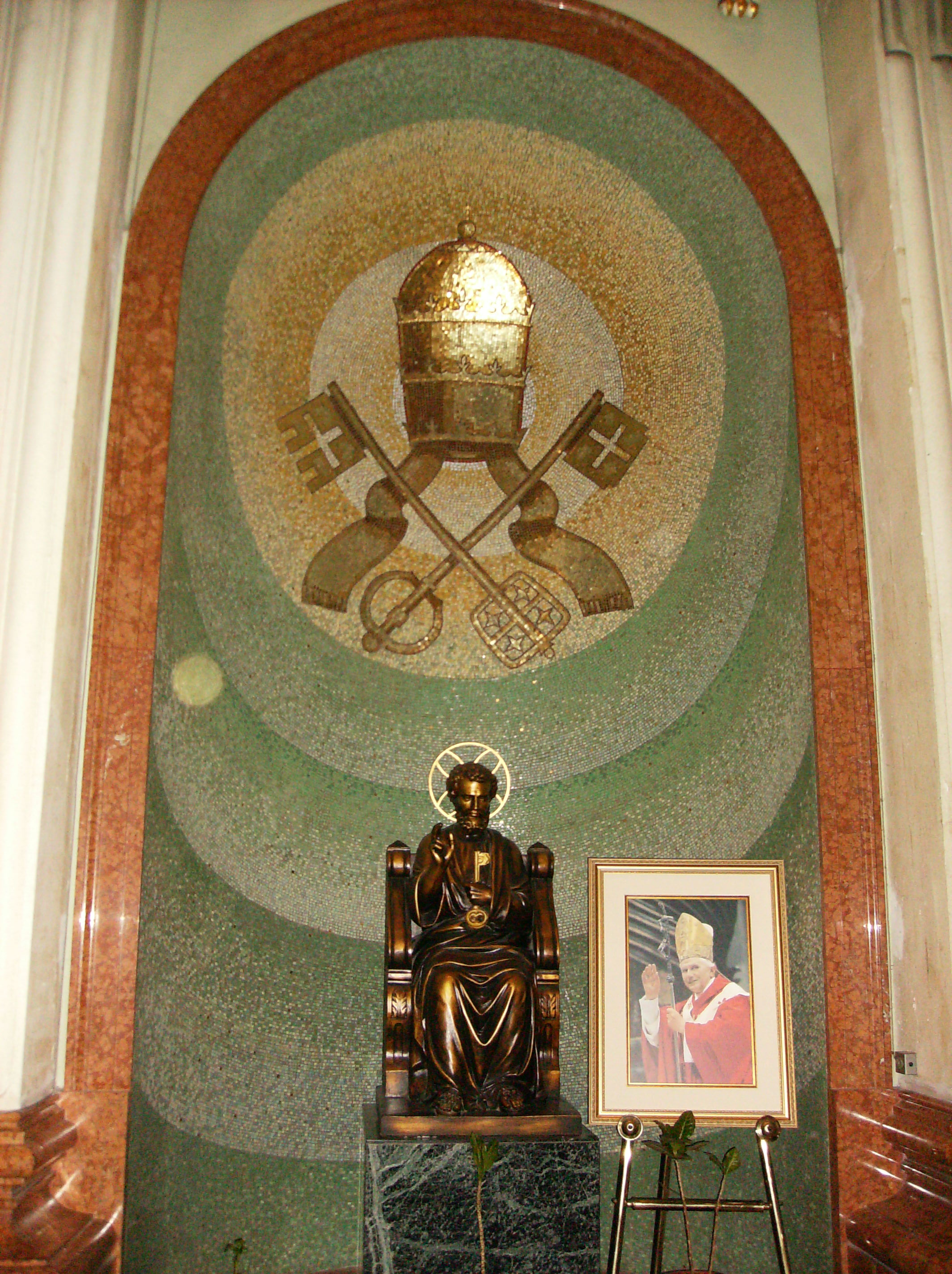
Beeld Sint-Petrus
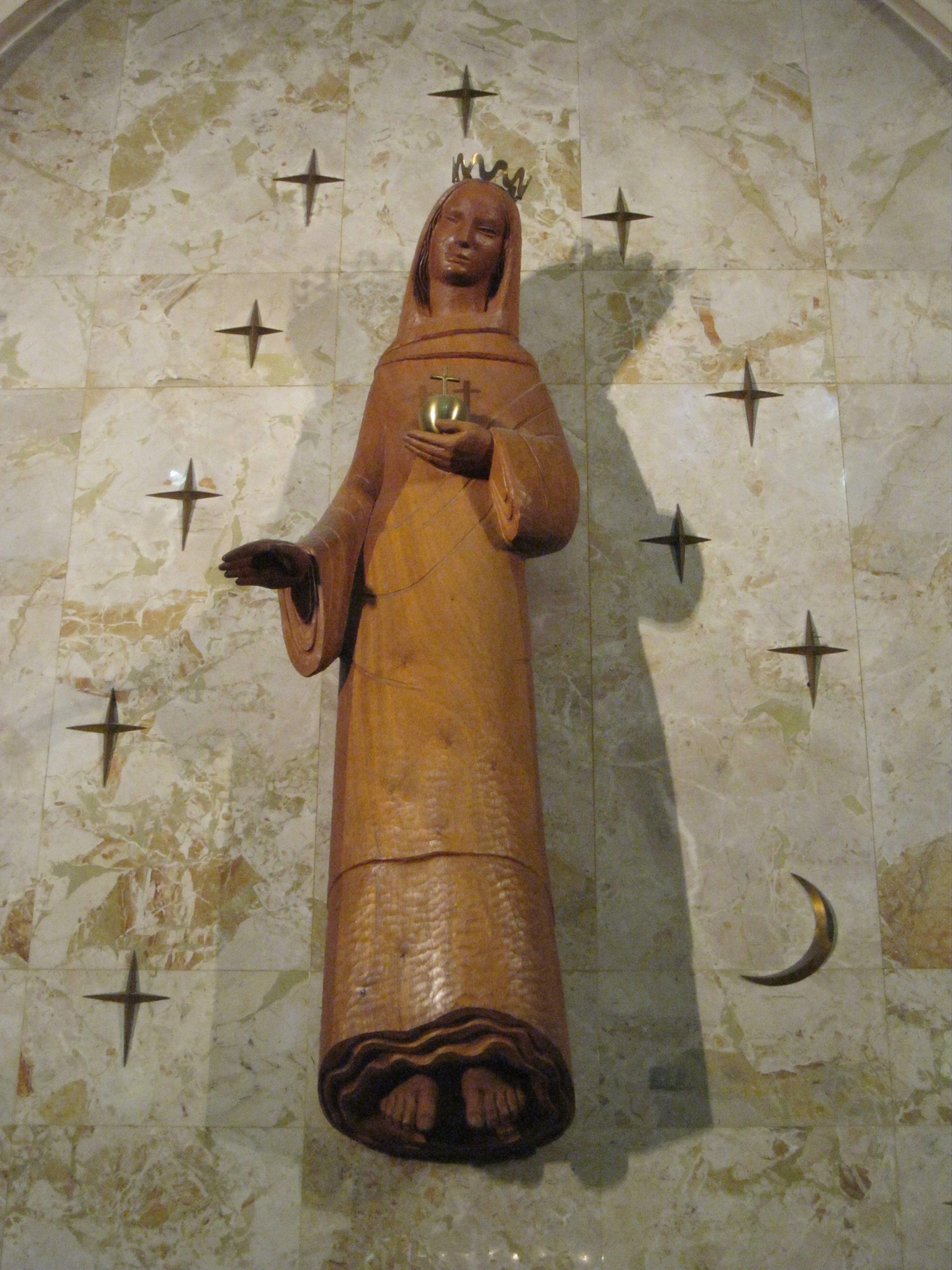
Beeld Maria Koningin der Wereld